# ГЕС A Luoi
ГЕС A Luoi — гідроелектростанція у центральній частині В'єтнаму. Використовує ресурс із річки Секонг, яка дренує західний схил прибережних гір, протікає через Лаос та на території Камбоджі зливається з Сесан і впадає ліворуч до Меконгу.
У майбутньому на Секонзі збираються звести каскад гідроелектростанцій, втім, ГЕС A Luoi не буде його верхнім ступенем, оскільки здійснює деривацію на протилежний бік гір у сточище річки Бо. Остання утворює спільну дельту з річкою Huong та впадає до Південно-Китайського моря за вісімдесят кілометрів на північний захід від Дананга (згаданий на початку статті Меконг має устя на узбережжі того ж моря, але за сімсот кілометрів південніше).
У межах проекту Секонг перекрили бетонною гравітаційною греблею висотою 51 метр та довжиною 208 метрів. Вона утримує витягнуте на 11 км водосховище з площею поверхні 10 км2 та об'ємом 60,2 млн м3. Зі сховища через канал довжиною 2,2 км ресурс потрапляє у прокладений на схід під водорозділом дериваційний тунель довжиною 11,6 км з діаметром від 6,5 до 3,2 метра. Він сполучений з напірною шахтою глибиною 265 метрів з діаметром 3,2 метра, котра переходить у напірний водовід довжиною 1,3 км. Крім того, в системі працює запобіжний балансувальний резервуар висотою 158 метрів з діаметром 4 метри.
Наземний машинний залу обладнали двома турбінами типу Пелтон потужністю по 85, які при напорі у 486 метрів повинні забезпечувати виробництво 687 млн кВт-год електроенергії на рік.
Відпрацьована вода по відвідному каналу довжиною 0,6 км транспортується у Бо, нижче по течії якої знаходиться ГЕС Huong Dien.
Видача продукції відбувається по ЛЕП, розрахованій на роботу під напругою 220 кВ.